# 鵯島信号所
鵯島信号所（ひよどりじましんごうしょ）は、富山地方鉄道富山軌道線呉羽線にかつてあった信号場である。

## 概要
富山軌道線呉羽線は富山大橋の幅員の関係から安野屋停留場以遠が単線だったため、列車交換を行う必要から設置された。当時の新富山停留場にごく近く、一見一体のように見えた。
富山大橋が拡幅された新橋梁に掛け替えられるにあたり、橋梁部分を含む呉羽線の単線区間全てが複線化されることになり、2012年（平成24年）3月24日の新橋梁供用開始と同時に当信号所は廃止された。
複線化と同時に新富山停留所が移設されたが、その移設先は五福交差点東側であり、当信号所のあった位置よりも約20 m大学前寄りにあたる。

## 信号所構造
旧新富山停留場より旧大学前停留場方向に約0.1 kmにあった2線の単線行き違い型信号所。

## 信号所周辺
- 新富山停留場（現・トヨタモビリティ富山 Gスクエア五福前（五福末広町）停留場）
- 神通川
- 富山五福ショッピングセンターアリス
  - トイザらス・ベビーザらス富山店
- 富山県立富山商業高等学校
- 富山県水墨美術館

## 隣の駅
富山地方鉄道
富山軌道線（呉羽線）
新富山停留場 - 鵯島信号所 - 大学前停留場